# Rexichthys johnpaxtoni
Rexichthys johnpaxtoni és una espècie de peix pertanyent a la família dels gempílids i l'única del gènere Rexichthys.

## Descripció
- Pot arribar a fer 22 cm de llargària màxima.
- Cos moderadament allargat, comprimit i de color marronós.
- L'aleta dorsal té una taca negra.
- Té dues línies laterals: la inferior s'origina per sota de la sisena a la setena espina de la primera aleta dorsal i baixa abruptament a la zona ventral del cos.
- L'aleta pelviana és representada per una espina i dos radis tous molt petits en els espècimens més petits, però desapareix en els exemplars de més de 10 cm de longitud.
- 19 espines i 14-15 radis tous a l'aleta dorsal i 2 espines i 12-13 radis tous a l'anal.
- 34 vèrtebres.[6][7]

## Hàbitat
És un peix marí i bentopelàgic que viu entre 270 i 470 m de fondària i entre les latituds 17°S-35°S i 140°E-170°W. Els adults són probablement bentopelàgics entre 400-470 m de fondària, mentre que els joves són pelàgics entre 270 i 400.

## Distribució geogràfica
Es troba al Pacífic occidental: la costa oriental d'Austràlia (entre 17° 31′ S i 32° 34′ S) i Nova Caledònia.

## Observacions
És inofensiu per als humans.